# Solidarietà Europea
Solidarietà Europea (in ucraino Партія «Європейська Солідарність» - ЄС?, Partija «Jevropejs'ka Solidarnist'» - JES) è un partito politico ucraino nato nel 2014.

## Storia
Ha le sue origini nel gruppo parlamentare Solidarietà, nato nel 2000 ed è esistito sotto diverse forme sotto la guida dell'ex presidente Petro Porošenko. Fino al 2019 il partito si è chiamato Blocco Petro Porošenko "Solidarietà".
Il partito ha vinto le elezioni ucraine del 2014 ottenendo 132 seggi su 450 alla Verchovna Rada, raccogliendo anche il sostegno e l'eredità di Ucraina Nostra di Viktor Juščenko, l'ex partito di governo filo-europeo.
Nel 2019 ha subito pesanti sconfitte sia alle elezioni presidenziali, vinte dal comico Volodymyr Zelens'kyj, sia a quelle parlamentari, vinte da Servitore del popolo (nuovo partito centrista e anticorruzione, fondato da Zelens'kyj) riuscendo a conquistare solo 25 seggi con poco più dell'8% delle preferenze.